# ブレアナ・ステュアート
- ブレアナ・スチュワート

ブレアナ・マッケンジー・ステュアート（Breanna Mackenzie Stewart; [ˈstjuːət]、1994年8月27日 - ）は、アメリカ合衆国の女子バスケットボール選手である。WNBAのシアトル・ストームに所属している。ポジションはパワーフォワード。身長193cm。

## 来歴

### 学生時代
キケロ・ノースシラキュース高等学校、コネチカット大学を卒業し、2016年のWNBAドラフトにエントリーした。NCAA女子バスケットボールトーナメントではモライア・ジェファーソン、モーガン・タックらと共に4年連続の優勝を果たした。

### ストーム時代
ドラフト全体1位でシアトル・ストームに指名されて入団した。
2016年シーズンは34試合に平均34.7分の出場で、18.3得点・9.3リバウンド・3.4アシスト・1.2スティール・1.8ブロックなどを記録し、最優秀新人賞を獲得した。
2017年シーズンは33試合に平均32.9分の出場で、19.9得点・8.7リバウンド・2.7アシスト・1.1スティール・1.6ブロックなどを記録した。
2018年シーズンは34試合に平均31.6分の出場で、21.8得点・8.4リバウンド・2.5アシスト・1.4スティール・1.4ブロックなどを記録し、シーズンMVPを獲得した。WNBAプレーオフではワシントン・ミスティクスとの2018年のWNBAファイナルで優勝し、ファイナルMVPを獲得した。
2019年4月、ディナモ・クルスクでの試合中にアキレス腱断裂の重傷を負ったことにより、WNBAの2019年シーズンには全く出場できなかった。
2020年7月に1年3ヶ月ぶりに試合に復帰した。2020年シーズンからは大学の同級生のモーガン・タックがストームに加入した。20試合に平均30.4分の出場で、19.7得点・8.3リバウンド・3.6アシスト・1.7スティール・1.3ブロックなどを記録した。プレーオフではラスベガス・エーシズとの2020年のWNBAファイナルで優勝し、2回目のファイナルMVPを獲得した。

### 海外所属球団
WNBAの試合がない冬の間は海外の球団に所属する。
- 2016-2018 - 上海ソードフィッシュ（英語版）
- 2018-2019 - ディナモ・クルスク（英語版）

## 個人成績

### WNBAレギュラーシーズン
| シーズン  | チーム    | GP  | GS  | MPG  | FG%  | 3P%  | FT%  | RPG | APG | SPG | BPG | TO  | PPG  |
| --------- | --------- | --- | --- | ---- | ---- | ---- | ---- | --- | --- | --- | --- | --- | ---- |
| 2016      | SEA       | 34  | 34  | 34.7 | .457 | .338 | .833 | 9.3 | 3.4 | 1.2 | 1.8 | 2.4 | 18.3 |
| 2017      | SEA       | 33  | 33  | 32.9 | .475 | .371 | .787 | 8.7 | 2.7 | 1.1 | 1.6 | 2.4 | 19.9 |
| 2018      | SEA       | 34  | 34  | 31.6 | .529 | .415 | .820 | 8.4 | 2.5 | 1.4 | 1.4 | 1.8 | 21.8 |
| 2020      | SEA       | 20  | 20  | 30.4 | .451 | .368 | .894 | 8.3 | 3.6 | 1.7 | 1.3 | 2.6 | 19.7 |
| 通算：4年 | 通算：4年 | 121 | 121 | 32.6 | .482 | .375 | .825 | 8.7 | 3.0 | 1.3 | 1.6 | 2.3 | 19.9 |

- 2019年は怪我のため出場なし

### WNBAプレーオフ
| シーズン  | チーム    | GP | GS | MPG  | FG%  | 3P%  | FT%   | RPG | APG | SPG | BPG | TO  | PPG  |
| --------- | --------- | -- | -- | ---- | ---- | ---- | ----- | --- | --- | --- | --- | --- | ---- |
| 2016      | SEA       | 1  | 1  | 37.7 | .600 | .500 | 1.000 | 7.0 | 3.0 | 2.0 | 0.0 | 0.0 | 19.0 |
| 2017      | SEA       | 1  | 1  | 36.2 | .353 | .500 | .818  | 8.0 | 1.0 | 1.0 | 2.0 | 3.0 | 23.0 |
| 2018      | SEA       | 8  | 8  | 37.1 | .466 | .416 | .823  | 6.8 | 2.5 | 1.2 | 0.8 | 2.2 | 24.6 |
| 2020      | SEA       | 6  | 6  | 32.7 | .538 | .500 | .852  | 7.8 | 4.0 | 1.7 | 1.7 | 1.2 | 25.7 |
| 出場：4回 | 出場：4回 | 16 | 16 | 35.4 | .491 | .461 | .842  | 7.3 | 3.0 | 1.4 | 1.2 | 1.8 | 24.6 |

## タイトル・表彰・記録

### WNBA
- WNBA最優秀選手賞（英語版）：1回 (2018)
- WNBAファイナル最優秀選手賞（英語版）：2回 (2018, 2020)
- オールWNBAチーム（英語版）：3回
  - 1stチーム：2回 (2018, 2020)
  - 2ndチーム：1回 (2016)
- WNBAオールディフェンシブチーム（英語版）：2回
  - 2ndチーム：2回 (2016, 2020)
- WNBAルーキー・オブ・ザ・イヤー賞（英語版）：2016
- WNBAオールスターゲーム選出：2回 (2017, 2018)

### 国際大会
- FIBA女子バスケットボール・ワールドカップ MVP：1回 (2018)
- バスケットボールU-19女子世界選手権（英語版） MVP：2013